# Beautiful day (FIELD OF VIEWの曲)
「Beautiful day」（ビューティフル・デイ）は、FIELD OF VIEWの15枚目のシングル。

## 解説
- FIELD OF VIEW初のマキシシングルとして発売された作品。
- 3曲共にオーケストラを初めて使用した。
- FIELD OF VIEWのシングルとしては初めてカラオケが収録されなくなった。
- FIELD OF VIEWとしては「Truth of Love」と並んで過去最低のオリコン48位に終った。
- 2020年5月時点、「SNOW FIELD」はアルバム未収録。

## 収録曲
1. Beautiful day
作詞：浅岡雄也　作曲:寺尾広　編曲:池田大介、FIELD OF VIEW
読売テレビ「しゃっふる」オープニングテーマ
FM大阪・FM愛知「SOUND WALK」エンディングテーマ
2. SNOW FIELD
作詞・作曲:浅岡雄也　編曲:池田大介、FIELD OF VIEW
3. Holiday
作詞:浅岡雄也　作曲:小田孝　編曲:池田大介、FIELD OF VIEW
解散ライブ[1]でラスト曲として披露され[2]、解散後に問い合わせが殺到したことにより[2]、ベストアルバム「complete of FIELD OF VIEW at the BEING studio」にも収録されている。

## 収録アルバム
- CAPSULE MONSTER (#1)
- FIELD OF VIEW BEST 〜fifteen colours〜 (#1)
- Memorial BEST 〜Gift of Melodies〜 (#1)
- complete of FIELD OF VIEW at the BEING studio (#3)
- FIELD OF VIEW BEST HITS (#3)
- FIELD OF VIEW 25th Anniversary Extra Rare Best 2020 (#1,#3)